# George Hewitt
George Hewitt (sinh năm 1878; ngày mất không rõ) là một cầu thủ bóng đá người Anh thi đấu ở vị trí tiền đạo tầm xa cho Burslem Port Vale và Luton Town.

## Sự nghiệp thi đấu
Hewitt gia nhập câu lạc bộ địa phương Burslem Port Vale trong mùa thu năm 1896. Ông có màn ra mắt ở vị trí inside-right trong thất bại 6–0 Rushden tại Athletic Ground ở trận đấu giữa Midland League ngày 14 tháng 11. Ông bị giải phóng cuối mùa giải 1897–98 tiếp tục thi đấu cho Luton Town.

## Thống kê
Nguồn:
| Câu lạc bộ          | Mùa giải            | Hạng đấu            | Giải vô địch | Giải vô địch | Cúp FA | Cúp FA | Tổng | Tổng |
| Câu lạc bộ          | Mùa giải            | Hạng đấu            | Trận         | Bàn          | Trận   | Bàn    | Trận | Bàn  |
| ------------------- | ------------------- | ------------------- | ------------ | ------------ | ------ | ------ | ---- | ---- |
| Burslem Port Vale   | 1896–97             | Midland League      | 4            | 3            | 1      | 0      | 5    | 3    |
| Burslem Port Vale   | 1897–98             | Midland League      | 0            | 0            | 0      | 0      | 0    | 0    |
| Burslem Port Vale   | Tổng                | Tổng                | 4            | 3            | 1      | 0      | 5    | 3    |
| Luton Town          | 1898–99             | Second Division     | 12           | 6            | 5      | 2      | 17   | 8    |
| Tổng cộng sự nghiệp | Tổng cộng sự nghiệp | Tổng cộng sự nghiệp | 16           | 9            | 6      | 2      | 22   | 11   |